# Poraniomorpha hispida
Poraniomorpha hispida is een zeester uit de familie Poraniidae.
De wetenschappelijke naam van de soort werd in 1872 gepubliceerd door Michael Sars.